# Степаненко, Вячеслав
Вячесла́в Степане́нко (латыш. Vjačeslavs Stepaņenko, род. 1977, Даугавпилс, ЛатвССР) — латвийский юрист и политик.

## Биография
Окончил юридический факультет Латвийского университета в 2001 году. Работал в качестве юриста в частном секторе (Первый Балтийский канал). Депутат Сейма Латвии 8-го (избран по списку ЗаПЧЕЛ от партии «Равноправие», затем перешёл в ПНС и затем в ЛПП) созыва (2002—2006). Работал парламентским секретарем латвийского Секретариата министра по особым поручениям по делам общественной интеграции (до его расформирования в 2008 г.).
В Сейме 9-го созыва работал с ноября 2006 по март 2008 года (в период отпуска по уходу за ребёнком у депутата И. Шлесере), во фракции ЛПП/ЛЦ. В 2008 году был главой юридической комиссии сейма.
В 2009 году избран в Рижскую думу от ЛПП/ЛЦ; после роспуска партии участвовал во фракции «Честь служить Риге». Руководитель Комитета Рижской Думы по делам жилья и среды. В 2010—2011 финансовом году председатель совета компании «Rīgas siltums», занимающейся теплоснабжением Риги.